# Assodé
Assodé este un oraș din Niger. Fondat în jurul secolului al XI-lea, a fost cel mai important oraș tuareg, beneficiind de schimburile trans-sahariene, declinul survenind în secolul al XVIII-lea. A fost abandonat de forțele tuaregilor conduși de Ag Mohammed Wau Teguidda Kaocen în 1917, cu o parte din clădirile de atunci fiind păstrate. În prezent este o destinație turistică. 